# María Jesús Fuente
María Jesús Fuente Pérez es investigadora española y catedrática de Historia Medieval de la Universidad Carlos III de Madrid.
Tras licenciarse en la Universidad Complutense de Madrid, estudió en la Universidad de Harvard. Asimismo, fue becaria del Programa Fulbright.
Sus principales áreas de investigación incluyen las ciudades castellanas y el papel de la mujer en la Edad Media. Ha investigado sobre el Studium Generale de Palencia, establecido entre 1208 y 1212.

## Publicaciones
- Finanzas y ciudades. El tránsito del siglo XV al XVI (1992)
- Las mujeres en la Antigüedad en la Edad Media (Anaya, 1995)
- «Municipal Finances in Medieval Castile: Palencia at the Middle of the Fifteenth Century» (1996)[3]
- Reinas medievales en los reinos hispánicos (La Esfera de los Libros, 2003)
- Velos y desvelos. Cristianas, musulmanas y judías en la España Medieval (La Esfera de los Libros, 2006)
- «Una intervención municipal en la ordenación urbana. Palencia en la Baja Edad Media». pp. 475-484. Índice Histórico Espanol núm. 93-2008, vol. II[4]
- «Christian, Muslim and Jewish Women in Late Medieval Iberia» (2009)[5]
- El Estudio General de Palencia. La primera universidad hispana (Cálamo, 2012)
- Violante de Aragón. Reina de Castilla (2017)
- La luz de mis ojos. Ser madre en la Edad Media (2023)
- Leonor de Guzmán. La poderosa amante del rey Alfonso XI (Trea, 2023)[6]